# Karlstads östra station

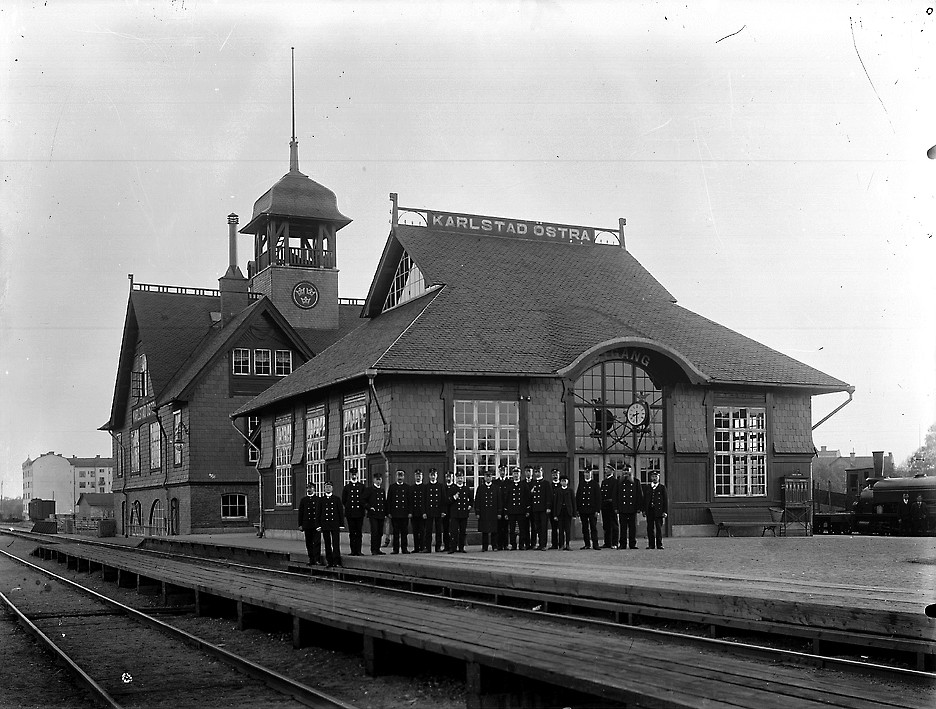
Östra station i början på 1900-talet, sedd från öster.

Karlstads östra station (även kallad Karlstad Östra) var en av två järnvägsstationer belägna i Karlstad. Stationen uppfördes 1904 och invigdes 1 mars 1905. Tillkomsten av stationen var ett resultat av en överenskommelse 1903 mellan Karlstad–Munkfors Järnväg (KMJ) och SJ. KMJ uppförde byggnader och plattformar som sedan överlämnades till SJ.
Under stationens verksamhetstid bemannades och användes den i huvudsak av SJ för passagerar- och godstrafik med tillhörande biljett- och godsexpedition. Den kom också att nyttjas av Karlstad–Munkfors Järnväg (KMJ) som senare övertogs av Nordmark–Klarälvens Järnvägar, NKlJ, för både person- och godstrafik. Dess smalspåriga järnväg, spårvidd 891 mm, sträckte sig från Skoghall över Karlstad, Deje, Munkfors, Hagfors och vidare ner till Filipstad. Karlstad Östra Station tjänade  som NKlJ:s anslutning till nordvästra stambanan men var också övergångsstation för linjerna Karlstad–Munkfors och Karlstad–Skoghall.
Stationen var belägen mitt emellan de järnvägsspår, med tillhörande viadukter, som än idag fungerar som gräns mellan stadsdelarna Haga och Herrhagen.

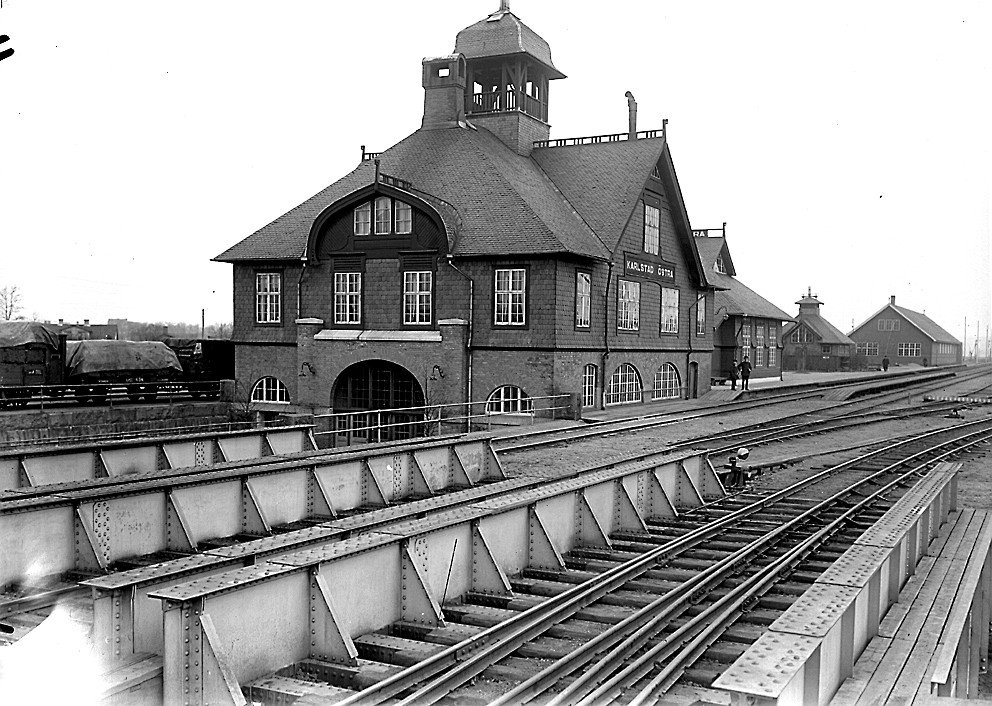
Karlstad Östra sedd från väster.

## Planlösning
Stationshuset var uppfört i nationalromatisk stil i tegel med en timrad övervåning, vilken i likhet med taket var fullständigt beklädd med Grythytteskiffer. Tidiga inredningsritningar är signerade av Folke Zettervall som var chefsarkitekt vid Statens Järnvägars arkitektkontor. Övriga stationshus för KJM längs banan ritades av arkitekten Erik Lallerstedt (f.1864 d.1955).
Ingången till stationshuset Karlstads Östra från gatuplanet låg 5 meter under järnvägsplanet och var därvidlag unik. Därifrån ledde en stentrappa upp till stationshusets nedre plan med biljett- och ilgodsexpedition och motsvarande magasin.  Genom den nedre vestibulen ledde sedan en trappa upp till plattformen, där tågklarerarens expedition fanns. Där fanns också en 2:a klass väntsal med möblemang, uppvärmd med järnkaminer, och en 3:e klass väntsal med träbänkar.
I stationen fanns också två lägenheter som fungerade som personalbostäder.

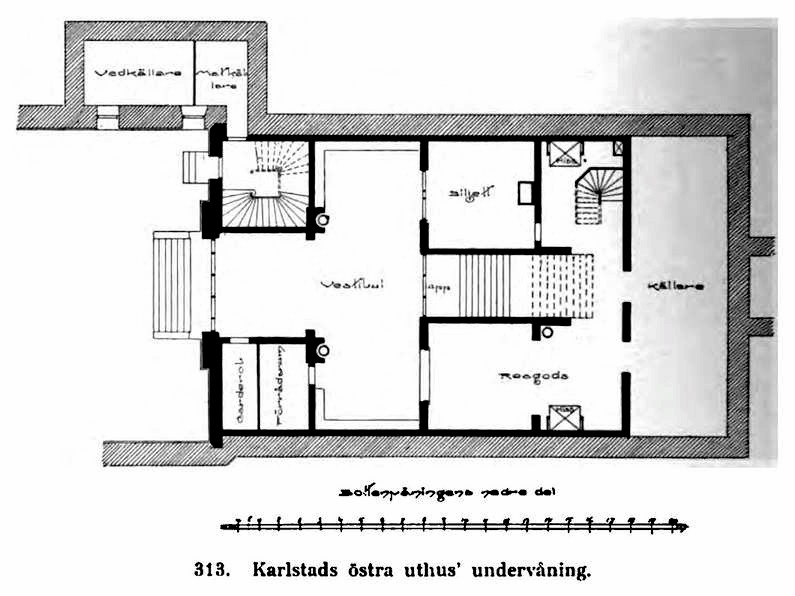
Kd Östra bottenvåning.

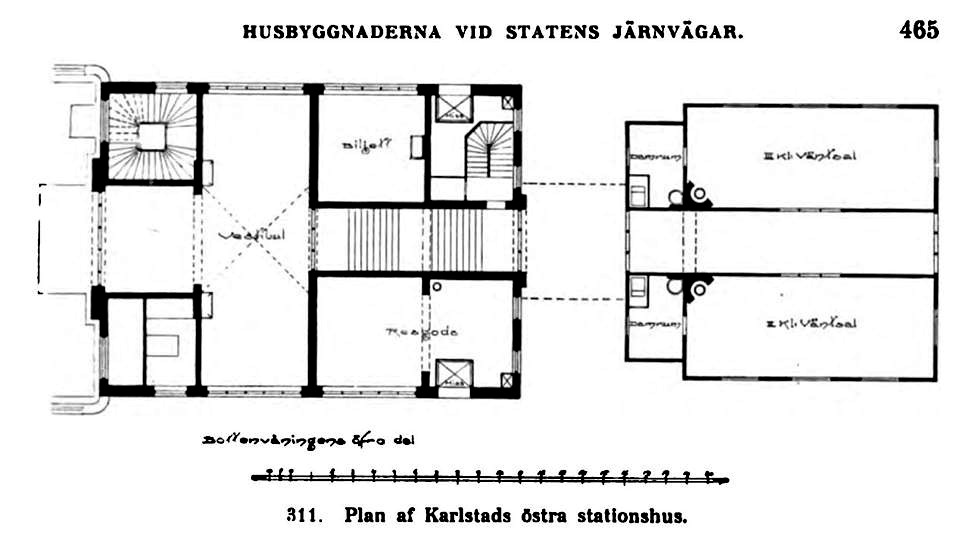
Kd Östra bottenvåning övre del.

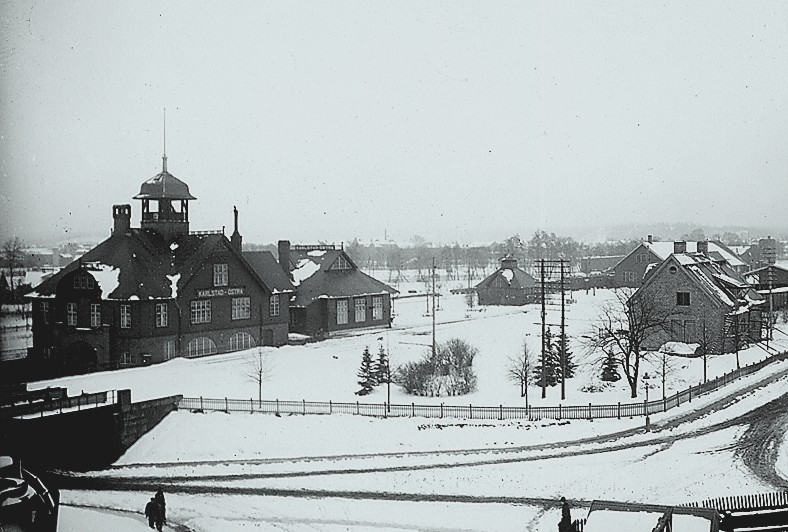
Karlstad Östra station sedd från Herrhagssidan, tidigt 1900-tal.

## Senare historik
I slutet av 1950-talet flyttades in- och utlämning av styckegods från Östra Station till Karlstads centralstation. I november 1964 lades persontrafiken på NKlJ ner, 1965 upphörde biljettförsäljningen till SJ-tågen och år 1967 tåguppehållen likaså. Tågklareringen avslutades 13 maj 1970, som då överfördes till centralt ställverk vid Karlstads centralstation. 
Karlstad Östra revs 1971 av SJ Banavdelning trots vädjanden från stadsarkitekten i Karlstad. Rivningsbeslutet lär ha föregåtts av en av bostadsinspektör Jan Starbrink företagen besiktning 1958 som anförde att byggnaderna såväl till interiör som exteriör var otidsenliga och att nödvändigt underhåll var eftersatt.
Den till stationen hörande överbanmästarebostaden står dock fortfarande intakt. Huset har tjänat både som personal- och privatbostad. Det har framförts krav från Trafikverket på byggnadens rivning men Karlstads kommun lär dock ha avvisat detta krav tills vidare.

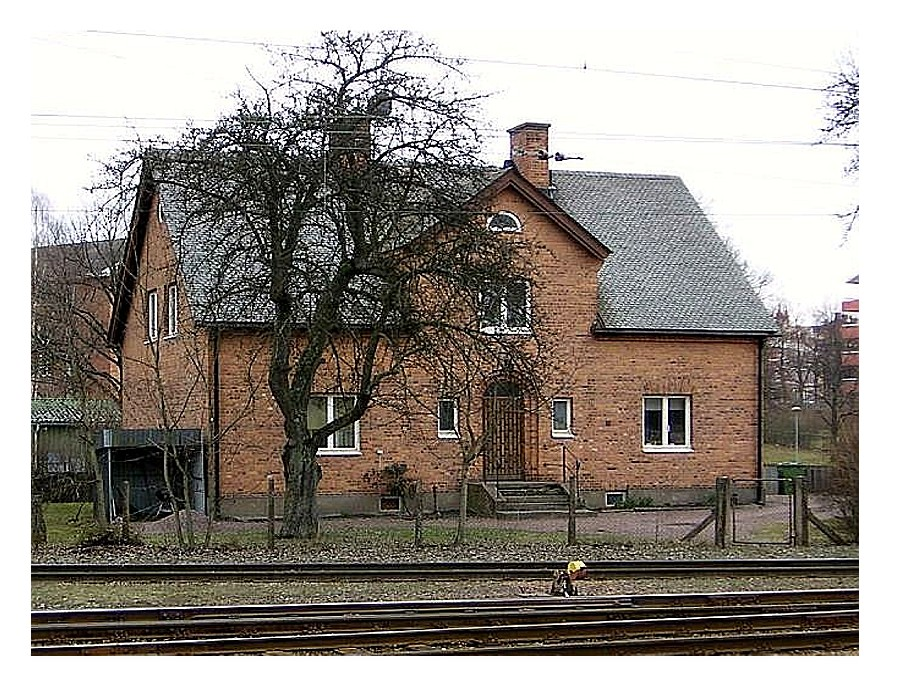
Överbanmästarebostaden vid Karlstad Östra användes både som personal- och privatbostad

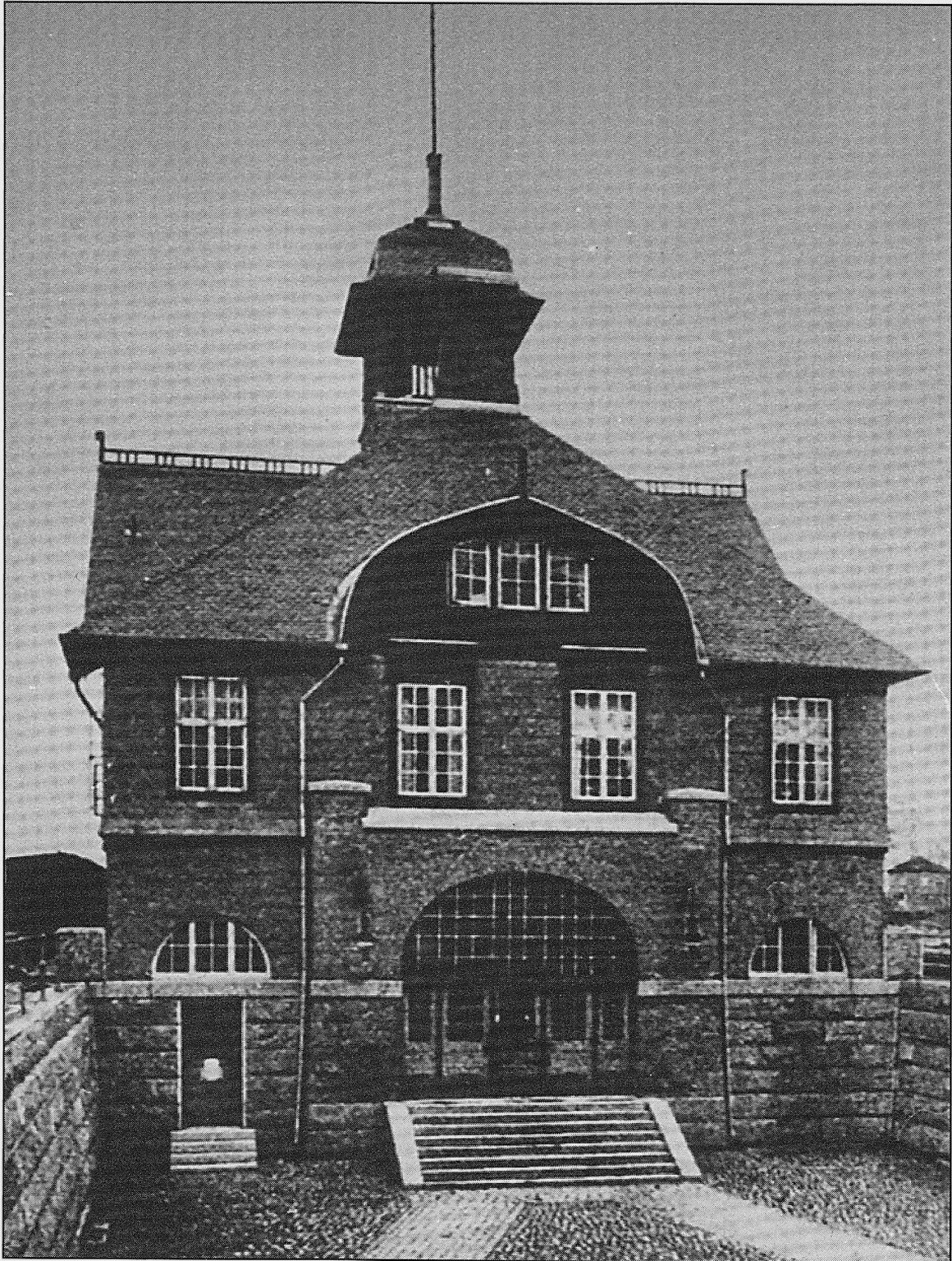
Karlstad Östra station sedd framifrån.